# 都田恒太郎

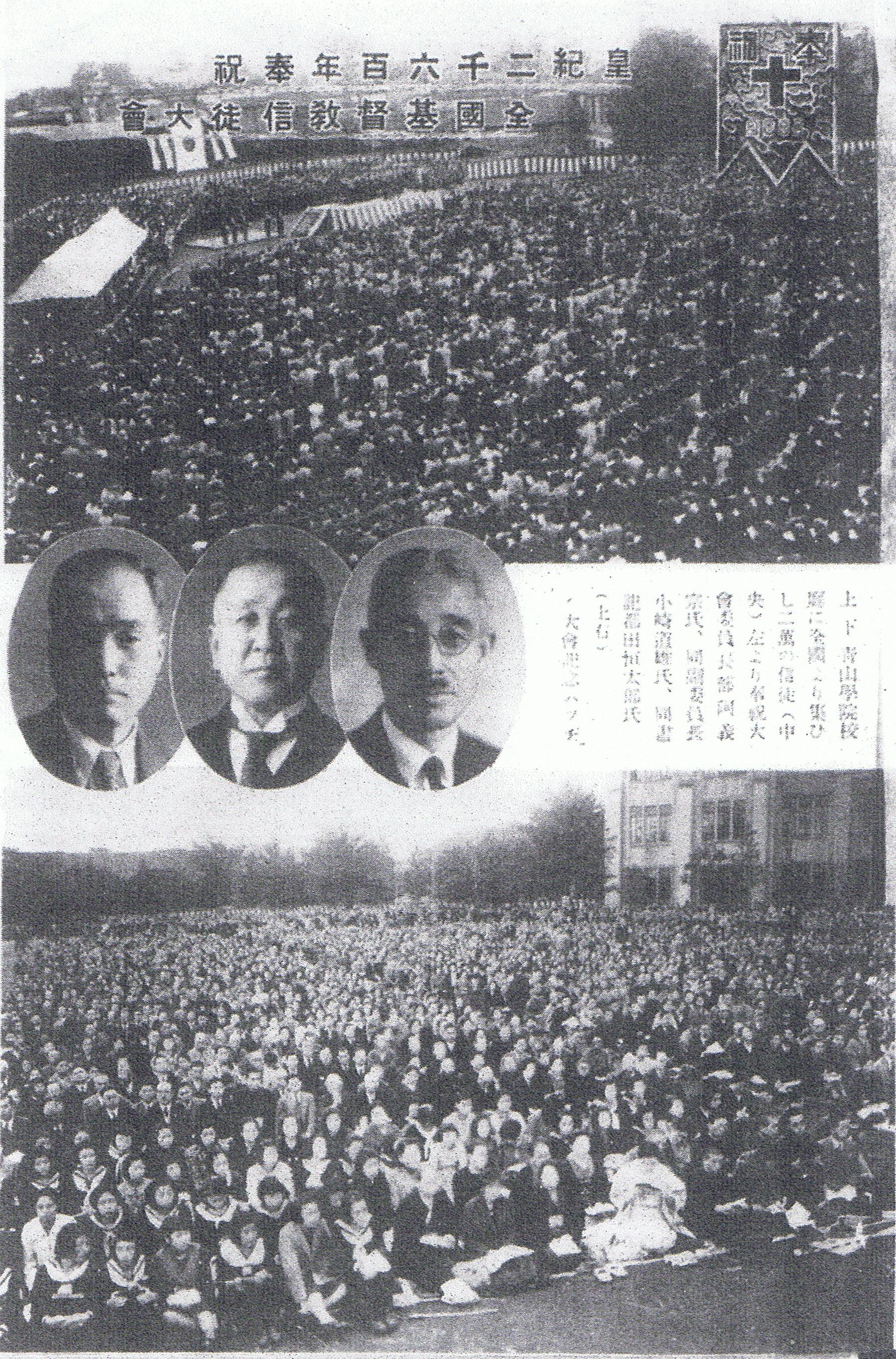
皇紀二千六百年奉祝全国基督教信徒大会（中央左）

都田 恒太郎（みやこだ つねたろう、1897年（明治30年）10月15日 - 1983年（昭和58年）11月16日）は、日本の牧師、日本基督教団の指導者、キリスト教学者、日本基督教協議会総書記、日本聖書協会総主事、青山学院理事長。長年、毎年秋にバックストン記念聖会の指導を行っていた。
岳父は、ホーリネスの都田友次郎。

## 生涯
1897年(明治30年)、鳥取県境港市に生まれる。旧制佐倉中学校に入学して、1908年(明治41年)笹尾鉄三郎が佐倉に巡回伝道に来た時に、佐倉中学四年生だった都田は笹尾の説教を聞いて深い感銘を受けた。1914年に笹尾鉄三郎から洗礼を授けられた。旧制佐倉中学校（現在の千葉県立佐倉高等学校）を卒業する。後に献身して青山学院神学部で学び牧師になった。
1924年(大正13年)2月5日青山学院の舎監だった時、日本ホーリネス教会監督の中田重治に説教を要請する。
1940年(昭和15年)10月17日の神嘗祭の日に青山学院で開催された皇紀二千六百年奉祝全国基督教信徒大会の書記を務めた。
1941年(昭和16年)、笹森順造院長より都田を含め4人がリベラルとされて青山学院を追放される。青山学院の中学部の部長であった都田は、礼拝堂で全校生徒の前で「私は自分でやめるのではない。この後にいる笹森院長に無理に辞めさせられたのだ」と言って笹森院長をにらんだ。
1946年(昭和21年)キリスト新聞が創業する時に関わった。1952年日本聖書協会総主事として、口語訳聖書の翻訳に大きく貢献し、1955年に口語訳聖書を出版ベストセラーになった。これらの功績が認められ、1977年キリスト教功労者を受賞する。

ジャパンタイムズ1957年1月14日号で、日本キリスト教会の離脱は、アメリカから資金を受けるための行為だと批判したが、ジョン・ML・ヤング宣教師はその事実はないと指摘している。
神の導きにより実現した日本基督教団の教会合同は、100年前にプロテスタントが渡来して以来の、日本の教会に課せられてきた中心的課題への解決であり、世界のキリスト教の歴史上かつてない壮観な例であるとして讃えている。
1961年(昭和36年)2月20日、日本プロテスタント聖書信仰同盟の聖書翻訳特別委員会のメンバー松尾武、常葉隆興、堀川勇が、都田たちと会見して、口語訳聖書の改訂を要請した。都田総主事は、日本プロテスタント聖書信仰同盟の代表に向かって、「君たちの中に原語が読める者はいるのかね。」と言って、回答をしなかった。墓所は小平霊園の青山学院墓地。

## 著書
- 「世界聖書紀行」(1953年)
- 「日本キリスト教合同史稿」（1967年）
- 共著「福沢諭吉と聖書」
- 翻訳「イエスの倫理思想」
- 「聖書語句辞典」（口語訳）
- 「バックストンとその弟子たち」
- 「ロバート・モリソンとその周辺－中国語聖書翻訳史」（1974）
- 「ギュツラフとその周辺」（1978）